# Rotverschiebung

Illustration der Rotverschiebung der Spektrallinien für einen weit entfernten Supergalaxienhaufen rechts im Vergleich zur Sonne links

Die Rotverschiebung ist in der Astronomie und Kosmologie die Lageveränderung des Spektrums und insbesondere identifizierter Spektrallinien im Emissions- und Absorptionsspektrum astronomischer Objekte in Richtung der größeren Wellenlängen. Die Rotverschiebung ist definiert als Verhältnis der Wellenlängenänderung zur ursprünglichen Wellenlänge:
{\displaystyle z:={\frac {\Delta \lambda }{\lambda _{0}}}={\frac {\lambda _{\text{beobachtet}}-\lambda _{0}}{\lambda _{0}}}={\frac {\lambda _{\text{beobachtet}}}{\lambda _{0}}}-1}
Der Name bezieht sich auf das rote Licht am langwelligen Ende des sichtbaren Spektrums. Bei Infrarot-Emission verschieben sich die Spektrallinien entsprechend in die Richtung der noch längerwelligen Terahertzstrahlung. Eine Verschiebung zu kürzeren Wellenlängen wird als Blauverschiebung bezeichnet.
Festgestellt wird die Rotverschiebung durch den Vergleich bekannter Atom- und Molekülspektren mit den mittels Spektroskopie gemessenen Werten, d. h. nach Analyse der Spektrallinien der Emissionen oder Absorptionen im Sternenlicht, beispielsweise des Wasserstoffs.

## Ursachen
Ursachen der Rotverschiebung können sein:
1. Eine Relativbewegung von Quelle und Beobachter (Doppler-Effekt)
2. Unterschiedliche Gravitationspotentiale von Quelle und Beobachter (Relativität)
3. Das expandierende Universum zwischen Quelle und Beobachter (Kosmologie)

Diese zunächst verschieden erscheinenden und unterschiedlich hergeleiteten Effekte können im Rahmen der allgemeinen Relativitätstheorie auf ein gemeinsames geometrisches Konzept zurückgeführt werden.

## Messmethoden
In der Astronomie wird die Rotverschiebung durch Methoden der Spektralanalyse gemessen. Sie sind heute durch digitale statt fotografischer Erfassung wesentlich genauer geworden. Doch um Spektrallinien gut erfassen zu können, müssen die Galaxien eine gewisse Mindesthelligkeit aufweisen. Rotverschiebungen von Galaxien werden im Rahmen von Durchmusterungen wie dem Sloan Digital Sky Survey regelmäßig neu bestimmt.
Die gravitative Rotverschiebung konnte mit Hilfe des Mößbauer-Effekts in Laborexperimenten wie dem Pound-Rebka-Experiment nachgewiesen werden.
Die Entwicklung von Atomuhren hat es möglich gemacht, den Einfluss der Gravitation auf die Zeit auch direkt zu messen. Im Prinzip ist diese Messung eine Variation der Nachweise der gravitativen Rotverschiebung. 1971 wurde beim Hafele-Keating-Experiment durch Josef Hafele und Richard Keating mit Caesiumuhren in Flugzeugen der durch die Gravitation verursachte Gangunterschied von Uhren in verschiedenen Höhen gemäß der allgemeinen Relativitätstheorie mit etwa 10 % Genauigkeit eindeutig nachgewiesen. Durch ein ähnliches Experiment von C. Alley konnte im Maryland-Experiment die Genauigkeit 1976 auf 1 % gesteigert werden. Robert Vessot und Martin Levine publizierten 1979 Ergebnisse eines ähnlichen Experiments mit Hilfe von Raketen und gaben eine Genauigkeit von 0,02 % an. Beim heutigen satellitengestützten GPS-Navigationssystem müssen Korrekturen sowohl gemäß der speziellen als auch der allgemeinen Relativitätstheorie berücksichtigt werden, wobei Effekte durch die allgemeine Relativitätstheorie überwiegen. Umgekehrt kann dies auch als Bestätigung dieser Theorien angesehen werden.

## Rot- und Blauverschiebung durch relative Bewegung

Bewegung einer Lichtquelle relativ zum Beobachter

Rot- und Blauverschiebung sind Begriffe aus der Spektroskopie, bei der man Spektrallinien von Atomkernen, Atomen und Molekülen untersucht. Diese können in Absorption oder Emission auftreten, je nachdem, ob Energie aufgenommen oder abgegeben wird. Die Energie wird durch elektromagnetische Strahlung in Form von Photonen ausgetauscht, ist also gequantelt.
Wo sich die Spektrallinien im Spektrum befinden, hängt nicht nur von den Einzelheiten des Quantenübergangs ab, sondern auch vom Bewegungszustand der Strahlungsquelle relativ zum Beobachter (Dopplereffekt) und von der Krümmung der Raumzeit.
Befindet man sich im Ruhesystem des Emitters (Relativgeschwindigkeit null zwischen Emitter und Beobachter), so misst man die Spektrallinie bei ihrer Ruhewellenlänge. Nun kann aber auch eine Relativbewegung zwischen Strahlungsquelle und Detektor vorliegen. Wesentlich ist nur diejenige Geschwindigkeitskomponente, die in Richtung des Detektors zeigt. Diese Komponente heißt Radialgeschwindigkeit. Ihr Betrag ist die Relativgeschwindigkeit zwischen Emitter und Beobachter. Elektromagnetische Strahlung bewegt sich sowohl bei der Emission als auch bei der Absorption mit der Lichtgeschwindigkeit, gleichgültig wie schnell sich Quelle und Ziel relativ zueinander bewegen.
Bewegt sich die Strahlungsquelle vom Beobachter weg, so wird die Spektrallinie zu größeren, roten Wellenlängen hin verschoben. Die Welle wird gewissermaßen auseinandergezogen. Dies nennt man Rotverschiebung. Bewegt sich die Strahlungsquelle auf den Beobachter zu, so wird die Spektrallinie zu kleineren Wellenlängen hin verschoben. Dies ist gerade die Blauverschiebung, weil die Linie zum blauen Teil des Spektrums verschoben wird. Anschaulich kann man sich vorstellen, dass die elektromagnetische Welle gestaucht wird.
Die ganze atomare und molekulare Welt ist aufgrund der Thermodynamik in Bewegung. Bei endlicher Temperatur bewegen sich diese Strahler geringfügig um eine Ruhelage. Spektrallinien haben deshalb eine natürliche Breite aufgrund atomarer Bewegung und Molekularbewegung, weil sie sich relativ zum Detektor immer ein wenig vor und zurück bewegen. Dieses Phänomen nennen Physiker thermische Dopplerverbreiterung. Die Ruhewellenlänge ist also nicht beliebig scharf. Das kann sie aufgrund der Heisenbergschen Unschärfe der Quantentheorie auch nicht sein.
Die spezielle Relativitätstheorie gibt für den Zusammenhang zwischen Radialgeschwindigkeit v und Dopplerverschiebung z den folgenden Zusammenhang (mit der Lichtgeschwindigkeit {\displaystyle c}):
{\displaystyle z={\sqrt {\frac {1+{\frac {v}{c}}}{1-{\frac {v}{c}}}}}-1}
und umgekehrt
{\displaystyle {\frac {v}{c}}={\frac {(1+z)^{2}-1}{(1+z)^{2}+1}}}
Bei niedrigen Geschwindigkeiten ({\displaystyle v/c\ll 1}) kann dieser Zusammenhang durch {\displaystyle z\approx v/c} genähert werden.

## Gravitative Rot- und Blauverschiebung

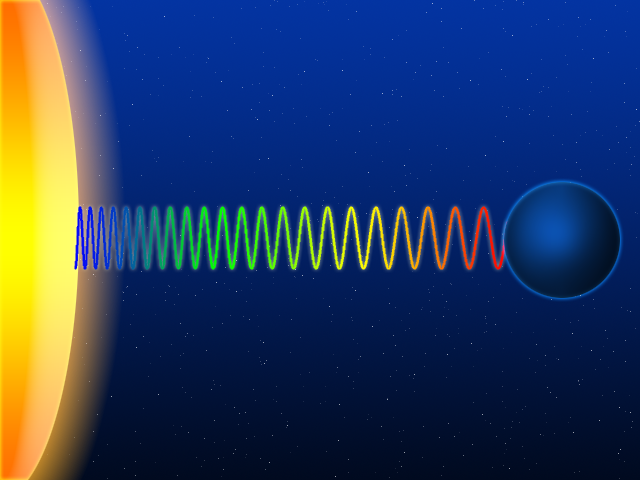
Gravitative Rotverschiebung einer Lichtwelle

Die gravitative Rotverschiebung (auch Gravitations-Rotverschiebung) ist die Vergrößerung der Wellenlänge, wenn das Licht sich von einem Gravitationszentrum entfernt, also „nach oben“ abgestrahlt wird. Bei der gravitativen Blauverschiebung (auch Gravitations-Blauverschiebung) handelt es sich um den umgekehrten Effekt, also eine Verkleinerung der Wellenlänge, wenn Licht sich auf ein Gravitationszentrum zu („nach unten“) bewegt.
Die gravitative Rotverschiebung ist eine direkte Folge der gravitativen Zeitdilatation und hat die gleiche Größe wie diese. Uhren gehen in größerer Entfernung von einem Gravitationszentrum schneller als näher dran. Das bedeutet zum Beispiel: Wenn ein Lichtsignal bestimmter Dauer mit einer gewissen Anzahl Schwingungen unten ausgesandt wird, dann kommt oben zwar die gleiche Anzahl von Schwingungen an, aber die Dauer des Signals wird auf der schneller gehenden Uhr oben größer abgelesen als auf der Uhr unten beim Sender. Der gleiche periodische Vorgang wird oben also mit einer längeren Periodendauer bzw. geringeren Frequenz gemessen als unten.
Da die Lichtgeschwindigkeit überall gleich ist, bedeutet das, dass die Länge des ganzen Signals wie auch der Abstand zwischen den einzelnen Wellenbergen anwachsen, solange sich das Signal nach oben bewegt. Das oben ankommende Licht wird mit längerer Wellenlänge gemessen.
Die Rotverschiebung aufgrund der gravitativen Zeitdilatation wurde bereits 1907, also lange vor der Formulierung der allgemeinen Relativitätstheorie, von Einstein aus der speziellen Relativitätstheorie in Kombination mit dem starken Äquivalenzprinzip (d. h. Gleichwertigkeit von Beschleunigung und Gravitation) hergeleitet. Davon unabhängig leitete er 1911 aus der Äquivalenz von Masse und Energie sowie dem Energieerhaltungssatz her, dass der Energieinhalt {\displaystyle E} einer Strahlung in einem Gravitationsfeld sich längs des Weges genau so verändert wie die kinetische Energie eines auf dem gleichen Weg frei fliegenden Körpers der Masse {\displaystyle E/c^{2}}.
Die gravitative Rotverschiebung ist auf der Erde mit etwa {\displaystyle 10^{-16}} pro Meter Höhenunterschied so gering, dass sie erst 1960 im Pound-Rebka-Experiment überzeugend nachgewiesen werden konnte. Bis dahin gab es einige Hinweise in Spektren von Sternen, bei denen ein größerer Effekt erwartet wurde, der aber nicht deutlich von Störungen (z. B. Dopplereffekt, Druckverschiebung, Streulicht von anderen Sternen) unterschieden werden konnte. So war eine Rotverschiebung im Sonnenspektrum bereits um 1896 von L. E. Jewell und H.A. Rowland in Präzisionsmessungen mit einem Rowlandschen Konkavgitter gefunden worden, aber dann als Doppler- oder Druckverschiebung interpretiert worden. Versuche von Erwin Freundlich in Potsdam, Leonard Grebe und Albert Bachem in Bonn sowie von Charles E. St. John am Mt. Wilson Observatory in den USA, die Gravitationsrotverschiebung im Sonnenspektrum nachzuweisen, führten auf uneindeutige Ergebnisse. W. S. Adams fand 1925 eine Rotverschiebung am Weißen Zwerg Sirius B, die später durch Streulicht vom viel helleren Hauptstern Sirius A erklärt werden musste. Die Messung der gravitativen Rotverschiebung an Weißen Zwergen ist auch deswegen schwierig, weil sie von der Rotverschiebung durch die Eigenbewegung unterschieden werden muss. Robert Pound und Glen Rebka wiesen 1960 die gravitative Rotverschiebung von Gammastrahlung mit 10 % Genauigkeit im Erdgravitationsfeld mit Hilfe des Mößbauer-Effektes bei einem Höhenunterschied von nur 25 m nach. Spätere Verbesserungen erreichten beim Pound-Rebka-Snider-Experiment eine Genauigkeit von etwa 1,5 %. Die gravitative Rotverschiebung wurde mittels Raumsonden auch für die Sonne und den Saturn nachgewiesen. Der geplante Satellit OPTIS soll, neben anderen Tests zur speziellen und allgemeinen Relativitätstheorie, die gravitative Rotverschiebung mit einer Genauigkeit von 10−5 testen. 2018 wurde die gravitative Rotverschiebung beim Stern S2 bei dessen größter Annäherung an das Schwarze Loch in Sagittarius A im Zentrum der Milchstraße nachgewiesen. Zu allen Experimenten ist anzumerken, dass dabei nicht die allgemeine Relativitätstheorie im Detail überprüft wird, sondern nur die Richtigkeit derjenigen ihrer Voraussetzungen, aus denen die gravitative Rotverschiebung bereits hergeleitet werden kann (siehe oben).
Für Licht, das im Abstand {\displaystyle r_{0}} vom Gravitationszentrum ausgesandt wird, gilt in großem Abstand für die gravitative Rotverschiebung
{\displaystyle z_{\infty }=\left(1-{\frac {2\;\!GM}{r_{0}c^{2}}}\right)^{\!-1/2}-1=\left(1-{\frac {r_{S}}{r_{0}}}\right)^{\!-1/2}-1}
mit der Gravitationskonstante {\displaystyle G}, der Masse des Gravitationszentrums {\displaystyle M}, der Lichtgeschwindigkeit {\displaystyle c} und dem Schwarzschildradius {\displaystyle \textstyle r_{\mathrm {s} }={\frac {2GM}{c^{2}}}}.
| Planet/Stern | Rotverschiebung |                                  | Stern      | Rotverschiebung |
| Erde         | 7,0 ⋅ 10−10     | Naos                             | 6,2 ⋅ 10−6 |                 |
| Jupiter      | 2,0 ⋅ 10−80     | Sirius B                         | 2,4 ⋅ 10−4 |                 |
| Mira         | 6,4 ⋅ 10−90     | BPM 37093                        | 8,0 ⋅ 10−4 |                 |
| Beteigeuze   | 4,3 ⋅ 10−80     | Neutronenstern mit 1,4 M☉        | 0,24       |                 |
| Pollux       | 4,3 ⋅ 10−70     | Neutronenstern mit 1,8 M☉        | 0,34       |                 |
| Sonne        | 2,1 ⋅ 10−60     | Schwarzes Loch, Ereignishorizont | unendlich  |                 |

Für die Beispiele von Neutronensternen mit jeweils gleichem Radius {\displaystyle r_{0}=12\ \mathrm {km} } ergeben sich die Tabellenwerte von {\displaystyle z=0{,}24} für den masseärmeren und {\displaystyle z=0{,}34} für den massereicheren Neutronenstern.
Eine lineare Näherung ergibt für schwache Gravitationsfelder (kleine Massen oder große Radien) die Näherungsformel:
{\displaystyle z_{\infty }={\frac {GM}{r_{0}c^{2}}}}
Für das Beispiel Erde und {\displaystyle r_{0}=6378\ \mathrm {km} } ergibt sich der Tabellenwert von {\displaystyle z_{\infty }=7{,}0\cdot 10^{-10}}.
Ein Beobachter, der sich nicht im Unendlichen, sondern im Abstand {\displaystyle r_{2}} befindet, beobachtet eine Rotverschiebung
{\displaystyle 1+z={\frac {f_{\text{gesendet}}}{f_{\text{empfangen}}}}={\frac {\lambda _{\text{empfangen}}}{\lambda _{\text{gesendet}}}}={\sqrt {\frac {1-r_{\mathrm {s} }/r_{2}}{1-r_{\mathrm {s} }/r_{0}}}}}.

## Kosmologische Rotverschiebung
Im Standardmodell der Kosmologie wird zwischen der sogenannten Pekuliargeschwindigkeit und der Bewegung der Galaxien aufgrund der Expansion des Universums unterschieden. Beide Bewegungen bestimmen die Verschiebung des Spektrums von Galaxien und auch von einzelnen Sternen, wobei immer eine Rotverschiebung weit entfernter Galaxien vorliegt und bei nahen Galaxien manchmal auch eine Blauverschiebung des Spektrums gemessen wird. Die Rotverschiebung aufgrund der Expansion des Universums wird hier deswegen auch als kosmologische Rotverschiebung bezeichnet. Die aus der Rotverschiebung abgeleiteten Fluchtgeschwindigkeiten ferner Galaxien sind demnach auf die Expansion der Raumzeit zurückzuführen. Die berechneten Geschwindigkeiten werden auch als Rezessionsgeschwindigkeit bezeichnet.
Bereits ab Entfernungen von wenigen 100 Megaparsec ist der Anteil der Verschiebung des Spektrums aufgrund von überlagerten Eigenbewegungen der Galaxien verschwindend gering. Von den uns nächstgelegenen 1000 Galaxien zeigen beispielsweise 75 Prozent ein rotverschobenes Spektrum. Nur wenige relativ nahe Galaxien zeigen aufgrund zusätzlicher „eigener“ Bewegung relativ zur Erde auf uns zu insgesamt eine Blauverschiebung. Ein Beispiel dafür ist der Andromedanebel.
Je weiter eine Galaxie entfernt ist, desto stärker ist im Mittel die Rotverschiebung. Vesto Slipher führte ab 1912 spektroskopische Beobachtungen von Galaxien durch und bestimmte deren Radialgeschwindigkeiten aus den Linienverschiebungen. Er erkannte bald, dass die meisten der von ihm beobachteten Galaxien eine Rotverschiebung aufwiesen. 1929 entdeckte Edwin Hubble den Zusammenhang von Rotverschiebung und Entfernung der Galaxie. Zunächst wurde der Effekt als Dopplereffekt interpretiert, bald aber auf die Expansion des Raumes zurückgeführt. Die kosmologische Rotverschiebung nimmt mit der Galaxienentfernung gemäß der Hubble-Konstante zu, weshalb man die Entfernungen durch Messung der Rotverschiebung abschätzen kann.
Je höher die Rotverschiebung eines astronomischen Objekts, desto länger war das von ihm ausgesandte Licht unterwegs und desto weiter zurück in der Vergangenheit sehen wir es. Aus der Rotverschiebung kann mit Hilfe der Laufzeitentfernung die Entfernung des Objekts berechnet werden.
Im Oktober 2010 haben Astronomen mit Hilfe des Very Large Telescope nachweisen können, dass das Licht der zuvor mit dem Hubble-Weltraumteleskop entdeckten Galaxie UDFy-38135539 13,1 Milliarden Jahre zu uns unterwegs war. Mit dem damaligen Rotverschiebungsrekord von {\displaystyle z=8{,}6} erreichte uns erstmals beobachtetes Licht, das nur 700 Millionen Jahre nach dem Urknall ausgesandt wurde; die Galaxie entstand damit in einer Zeit, in der das Universum noch nicht vollständig transparent und um den Faktor 9,6 kleiner war.
Mit der Entdeckung der Galaxie UDFj-39546284 in der Hubble-Ultra-Deep-Field-09-Aufnahme (HUDF09) konnte eine kosmologische Rotverschiebung von {\displaystyle z=10{,}3} ermittelt werden. Der bis dahin beobachtete Altersrekord verschob sich damit auf 480 Millionen Jahre nach dem Urknall. Die neu entdeckte Galaxie mit ihrem Alter von 13,2 Milliarden Jahren würde bei einer Bestätigung der Rotverschiebung einen wichtigen Beobachtungsbaustein zur Entwicklung der ersten Galaxien nach dem Urknall liefern.
Im Juli 2022 wurde vom James-Webb-Weltraumteleskop im Rahmen des Beobachtungsprogramms Grism Lens-Amplified Survey from Space die Galaxie GLASS-z12 (auch kurz GL-z12), vormals GLASS-z13, aufgefunden. Sie ist derzeit eine der ältesten jemals entdeckten Galaxien, die nur 300 bis 400 Millionen Jahre nach dem Urknall entstanden, also etwa 13,4 Milliarden Jahre alt, ist. Sie hat eine Rotverschiebung von etwa {\displaystyle z=12{,}4}. Sie wurde zusammen mit einer anderen Galaxie, GLASS-z11, entdeckt, die mit GN-z11 vergleichbar ist, ebenfalls eine der ältesten entdeckten Galaxien. Am 25. Oktober 2022 wurden die Messergebnisse der Erstveröffentlichung korrigiert, und da sich statt {\displaystyle z\approx 13} ein Wert von {\displaystyle z\approx 12} ergab, wurde die Galaxie in GLASS-z12 umbenannt. Im Jahr 2024 wurde mit JADES-GS-z14-0 eine Galaxie mit einer Rotverschiebung von {\displaystyle z\approx 14} entdeckt.
Gravitativ gebundene Objekte wie Galaxien oder Galaxienhaufen expandieren in ihrer Größe nicht, denn sie sind durch ihre Eigengravitation von der kosmologischen Expansionsbewegung entkoppelt. Das gilt insbesondere auch für Objekte wie Sterne und Planeten, die sich innerhalb dieser Systeme befinden, sowie auch für elektromagnetisch gebundene Systeme wie Atome und Moleküle. Einer elektromagnetischen Welle hingegen, die sich frei durch eine sich ausdehnende Raumzeit ausbreitet, wird die Expansionsbewegung direkt aufgeprägt. Expandiert die Raumzeit während der Laufzeit eines Lichtstrahles, so vergrößert sich auch entsprechend die Wellenlänge dieses Lichtstrahles.
Aufgrund der Expansion des Universums findet auch eine kosmologische Zeitdilatation statt. Physikalische Prozesse erscheinen bei rotverschobenen Objekten aus unserer Sicht verlangsamt abzulaufen. Ein bekanntes Beispiel hierfür ist die zunehmende Streckung der Lichtkurven mit wachsender Rotverschiebung bei Supernovae vom Typ Ia, deren Ablauf gut verstanden ist.
Der Sachs-Wolfe-Effekt erklärt Fluktuationen in der Rotverschiebung der Photonen der kosmischen Hintergrundstrahlung.

### Zusammenhang mit dem Skalenfaktor
Galaxien folgen in sehr guter Näherung den Geodäten der allgemeinen Relativitätstheorie. Diese Geodäten haben für massebehaftete Testkörper im Fall der Friedmann-Lemaître-Robertson-Walker-Metrik eine besonders einfache Gestalt. Die raumartigen Koordinaten solcher Galaxien ohne Eigenbewegung bleiben demnach zeitunabhängig. Man betrachte nun zusätzlich ein Photon, das in einer entfernten Galaxie emittiert wurde und zu einem späteren Zeitpunkt dann von einem Beobachter absorbiert wird. Sowohl die Galaxie als auch der Beobachter folgen damit der kosmischen Expansion. Die Bewegung des Photons kann aus Symmetriegründen aus dem vereinfachten Linienelement bestimmt werden:
{\displaystyle \mathrm {d} s^{2}=0=-c^{2}\,\mathrm {d} t^{2}+a^{2}(t)\,\mathrm {d} {\bar {r}}^{2},}
wobei
- {\displaystyle c} die Lichtgeschwindigkeit darstellt,
- {\displaystyle a(t)} den Skalenfaktor und
- {\displaystyle {\bar {r}}} die radiale Koordinate.

Die kosmologische Rotverschiebung wird dann wie folgt berechnet:
{\displaystyle z:={\frac {\lambda _{\mathrm {a} }-\lambda _{\mathrm {e} }}{\lambda _{\mathrm {e} }}}={\frac {a(t_{\mathrm {a} })}{a(t_{\mathrm {e} })}}-1}
Die Indizes a und e stehen dabei für die Emission und Absorption des Photons. Eine Herleitung des Zusammenhanges mit dem Skalenfaktor kann weiter unten nachgelesen werden.
Da für die meisten Zwecke der Absorptionszeitpunkt {\displaystyle t_{\mathrm {a} }} mit der heutigen Zeit {\displaystyle t=t_{0}} zusammenfällt und deshalb {\displaystyle a(t_{0})=1} gilt, ergibt sich:
{\displaystyle z={\frac {1}{a(t)}}-1}
Daraus ergibt sich auch der Skalenfaktor des Universums zum Emissionszeitpunkt im Vergleich zum heutigen Wert:
{\displaystyle a={\frac {1}{1+z}}}
Beobachtet man beispielsweise eine Galaxie mit Rotverschiebung {\displaystyle z=3}, so hatte das Universum zum Zeitpunkt der Aussendung des von uns empfangenen Lichts nur ein Viertel seiner Größe. Alle physikalischen Prozesse laufen in dieser Galaxie und aus der Sicht des entfernten Beobachters aufgrund der kosmologischen Zeitdilatation um einen Faktor {\displaystyle 1+z=4} verlangsamt ab.

## Gemeinsames geometrisches Konzept
Obwohl die oben aufgeführten Effekte in der Literatur meist ohne direkten Bezug zueinander dargestellt werden, können sie doch im Rahmen der allgemeinen Relativitätstheorie auf eine allgemeine Formel innerhalb eines gemeinsamen geometrischen Konzeptes zurückgeführt werden. Die einzelnen Effekte stellen dann lediglich Spezialfälle dieser allgemeinen Formel für die Rotverschiebung eines Lichtsignales entlang seiner Weltlinie dar.

### Voraussetzungen
Die Diskussion der Frequenzverschiebung geht teilweise von Voraussetzungen aus, die oft nicht explizit genannt werden. Sie lassen sich wie folgt beschreiben:
- Man nimmt an, dass die geometrische Optik gültig ist, wobei einer elektromagnetischen Welle ein Vektorfeld zugeordnet wird, das in jedem Punkt der Welle auf deren jeweiliger Wellenfront (= Fläche konstanter Phase der Welle) senkrecht steht. Dieses Vektorfeld entspricht in jedem Punkt der Ausbreitungsrichtung eines gedachten Lichtstrahls. Die Gültigkeit der geometrischen Optik folgt aus den Maxwellschen Gleichungen in einer gekrümmten Raumzeit. Eine hier geeignetere Definition erfolgt weiter unten.
- Man setzt voraus, dass zwischen der Frequenz {\displaystyle \nu } und der Wellenlänge {\displaystyle \lambda } mittels {\displaystyle \lambda \nu =c} umgerechnet werden kann. Die Rotverschiebung kann dann äquivalent mittels der Wellenlänge oder der Frequenz definiert werden.
- Tatsächlich gemessen wird jedoch weder die Frequenz {\displaystyle \nu } noch die Wellenlänge {\displaystyle \lambda } der Welle, sondern die Energie einzelner Photonen, z. B. mittels des Mößbauer-Effekts. Die Umrechnung zwischen Frequenz und Energie erfolgt vermöge {\displaystyle E=h\nu }.

Ein Lichtstrahl gemäß der geometrischen Optik entspricht dann der Weltlinie eines Photons. Im Folgenden wird die Frequenzverschiebung anhand der Energie von Photonen diskutiert.

### Die beobachtete Frequenz als invariante Größe
Zum Verständnis benötigt man die Unterscheidung der Abhängigkeit physikalischer Größen von Koordinaten sowie von Beobachtern. Beides wird leider häufig verwechselt.
In der speziellen Relativitätstheorie entspricht die Energie eines Photons in einem bestimmten Koordinatensystem der Null-Komponente {\displaystyle p^{0}} seines Viererimpulses {\displaystyle p=(p^{0},p^{i})}. In diesem Koordinatensystem berechnet sich die Energie, die ein Beobachter mit Vierergeschwindigkeit {\displaystyle u=(c,0)} einem Photon zuschreibt, zu {\displaystyle E_{u}(p)=u_{\mu }p^{\mu }=\eta _{\mu \nu }u^{\mu }p^{\nu }=cp^{0}}. {\displaystyle \eta } bezeichnet dabei die Minkowski-Metrik. Diese Definition kann unmittelbar auf die allgemeine Relativitätstheorie erweitert werden:
{\displaystyle E_{u}(p)=g_{\mu \nu }u^{\mu }p^{\nu }=:\langle u,p\rangle _{g}}
Dabei entspricht {\displaystyle g} einer allgemeinen Riemannschen Metrik zur Beschreibung der Raumzeit. Die zuletzt eingeführte Notation {\displaystyle \langle u,p\rangle _{g}} betont, dass {\displaystyle E_{u}(p)} als Projektion des Viererimpulses {\displaystyle p} auf die Vierergeschwindigkeit {\displaystyle u} eines Beobachters in einer durch die Metrik {\displaystyle g} charakterisierten Raumzeit eine invariante Größe darstellt, d. h., sie hängt nur von den geometrischen Größen {\displaystyle u,p,g} ab, ist jedoch unabhängig von einer speziellen Wahl des Koordinatensystems – Koordinatentransformationen {\displaystyle p^{\mu }\to {\bar {p}}^{\mu }}, {\displaystyle u^{\mu }\to {\bar {u}}^{\mu }} und {\displaystyle g_{\mu \nu }\to {\bar {g}}_{\mu \nu }} ändern die Größe {\displaystyle E_{u}(p)} nicht.
Dies entspricht dem allgemeinen Relativitätsprinzip bzw. der Forderung nach allgemeiner Kovarianz, wonach nach Einstein Naturgesetze durch Gleichungen zu formulieren sind, die in allen Koordinatensysteme gleichermaßen gelten, was hier sichergestellt ist, da die Definition überhaupt kein Koordinatensystem benötigt.
Die Beobachterabhängigkeit der so definierten Energie erkennt man anhand der Einführung eines neuen Beobachters mit neuer Vierergeschwindigkeit {\displaystyle u_{2}} und der daraus folgenden Energie {\displaystyle E_{u_{2}}(p)=\langle u_{2},p\rangle _{g}}, wobei {\displaystyle p} und {\displaystyle g} nicht transformiert werden. Es liegt je Beobachter eine beobachterspezifische, aber unter Koordinatentransformationen invariante Größe vor.
Die Frequenzverschiebung {\displaystyle z} für ein Photon wird nun direkt mittels dieser Messgrößen definiert als
{\displaystyle 1+z_{12}={\frac {E_{u_{1}}(p_{1})}{E_{u_{2}}(p_{2})}}}
und ist damit ebenfalls eine invariante Größe, die nun von zwei Beobachtern abhängt. {\displaystyle p_{1,2}} bezeichnet dabei die Viererimpulse an den Orten von Beobachter 1 bzw. 2. Die Frequenzverschiebung ist somit nie eine rein intrinsische Eigenschaft des Photons, sondern hängt immer von den gewählten Beobachtern und im Allgemeinen auch von der genauen Bahn der Photonen zwischen den beiden Beobachtern ab. Diese Eigenschaft wird in der Literatur oftmals nicht explizit erwähnt.

### Die beobachteten Frequenzen entlang lichtartiger Weltlinien
Den Zusammenhang zwischen den beiden Viererimpulsen des Photons an den beiden Orten räumlich getrennter Beobachter erhält man mittels der Geodätengleichung {\displaystyle \nabla _{v}v=0}. {\displaystyle \nabla _{v}} bezeichnet dabei die kovariante Richtungsableitung. Die Vierergeschwindigkeit {\displaystyle v} des Photons ist lichtartig, d. h. {\displaystyle \langle v,v\rangle =0}. Sie entspricht dem lichtartigen Tangentenvektor an die Weltlinie des Photons. Der Viererimpuls ist ebenfalls lichtartig ({\displaystyle \langle p,p\rangle =0}) und proportional zu {\displaystyle v}. Photonen mit derselben Weltlinie, jedoch unterschiedlichem Viererimpuls, haben im selben Punkt der Weltlinie also eine identische Vierergeschwindigkeit.
Die Abhängigkeit des Viererimpulses {\displaystyle p^{\mu }} von den vier Koordinaten und damit vom Punkt auf der Geodäte ergibt sich durch Lösen der Gleichung des Paralleltransports entlang derselben. Diese Gleichung lautet in koordinatenfreier Schreibweise:
{\displaystyle \nabla _{v}p=0}
Bei Verwendung von Koordinaten ergibt sich daraus eine gewöhnliche Differentialgleichung erster Ordnung für die Komponenten des Viererimpulses {\displaystyle p^{\mu }} in Abhängigkeit von einem Bahnparameter {\displaystyle \lambda }. Diese Gleichung kann also mit der Anfangsbedingung für den Viererimpuls {\displaystyle p_{1}} am Ort 1 gelöst werden, um den Viererimpuls an einem beliebigen Ort auf der Geodäte zu berechnen. Die gesuchte Lösung für die Parallelverschiebung des Viererimpulses des Lichtsignales kann auch vergleichbar dem Vorgehen in der Quantenmechanik mit Hilfe eines Zeitentwicklungsoperators formuliert werden:
{\displaystyle p^{\mu }(\lambda )=P_{\rho }^{\mu }(\lambda ,\lambda _{0})p_{1}^{\rho }(\lambda _{0})}.
Dies kann bei der Berechnung der Rotverschiebung verwendet werden, denn am Ort des Beobachters 2 gilt für die Energie nun:
{\displaystyle E_{u_{2}}(p_{2})=\langle u_{2},Pp_{1}\rangle _{g}}

### Spezialfälle
Die oben genannten Fälle stellen wichtige Spezialfälle dar: Die optische Doppler-Verschiebung folgt für eine flache Raumzeit, d. h. für die Minkowski-Metrik. Für die gravitative Frequenzverschiebung betrachtet man die Schwarzschild-Metrik sowie zwei stationäre Beobachter bei unterschiedlichen Radien, also Höhen, im Gravitationsfeld. Bei satellitengestützten Tests der Rotverschiebung müssen die Vierergeschwindigkeiten berücksichtigt werden. Die kosmologische Rotverschiebung erhält man für mitbewegte Beobachter in einem Friedmann-Modell. Hier sind Pekuliargeschwindigkeiten zu berücksichtigen, wenn Quelle (z. B. eine Supernova, ein Quasar) oder Empfänger (die Erde, ein weltraumgestütztes Messgerät) nicht mitbewegt sind.
Die Herleitungen entsprechen im Wesentlichen Lösungen des Paralleltransports in der jeweiligen Raumzeit entlang spezieller Geodäten und für speziell gewählte Beobachter.

#### Rot- und Blauverschiebung durch relative Bewegung
Der einfachste Spezialfall entspricht einer flachen Raumzeit mit Minkowski-Metrik {\displaystyle \eta }.
Für zwei Beobachter {\displaystyle b=1,2} mit Dreiergeschwindigkeiten {\displaystyle {\vec {u}}_{b}=v_{b}{\hat {e}}_{b}}, d. h. zeitartigen Vierergeschwindigkeiten {\displaystyle u_{b}=\gamma _{b}(c,v_{b}{\hat {e}}_{b})} und ein Photon mit lichtartigem Viererimpuls {\displaystyle p=p^{0}(1,{\hat {e}})} folgt aufgrund der flachen Raumzeit wegen {\displaystyle p_{2}=p_{1}} für die Energie
{\displaystyle E_{u_{b}}(p_{b})=p^{0}\,\gamma _{b}(c-v_{b}\cos \theta _{b})}
und mit {\displaystyle \beta _{b}=v_{b}/c} für die Rotverschiebung
{\displaystyle 1+z_{12}={\frac {\gamma _{1}(1-\beta _{1}\cos \theta _{1})}{\gamma _{2}(1-\beta _{2}\cos \theta _{2})}}}.
Dabei gilt {\displaystyle 0\leq \beta _{b}<1} und {\displaystyle {\hat {e}}\,{\hat {e}}_{b}=\cos \theta _{b}}. {\displaystyle \theta _{b}} steht für den Winkel zwischen den Bewegungsrichtungen von Photon und Beobachter.
Nimmt man Beobachter 1 als ruhend bzgl. der Quelle an, so wird der Zähler des Bruchs gleich 1, d. h.:
{\displaystyle 1+z_{12}={\frac {1}{\gamma _{2}(1-\beta _{2}\cos \theta _{2})}}}
Im Falle der parallelen bzw. antiparallelen Bewegung von Beobachter 2 und Photon gilt {\displaystyle \theta _{2}=0^{\circ },180^{\circ }}, d. h. {\displaystyle \beta _{2}\cos \theta _{2}=\pm \beta _{2}} und somit:
{\displaystyle 1+z_{12}={\frac {\sqrt {1-\beta _{2}^{2}}}{\gamma _{2}(1\mp \beta _{2})}}={\sqrt {\frac {1\pm \beta _{2}}{1\mp \beta _{2}}}}}
Diese Frequenzänderung wird auch longitudinaler Dopplereffekt genannt.
Im Falle einer Bewegung von Beobachter 2 orthogonal zum Photon gilt {\displaystyle \theta _{2}=90^{\circ },270^{\circ }}, d. h. {\displaystyle \beta _{2}\cos \theta _{2}=0} und somit:
{\displaystyle 1+z_{12}={\frac {1}{\gamma _{2}}}={\sqrt {1-\beta _{2}^{2}}}}
Diese Frequenzänderung wird auch transversaler Dopplereffekt genannt.

#### Gravitative Rot- und Blauverschiebung
Dieser Spezialfall wird für eine sphärisch symmetrische Raumzeit durch die Schwarzschild-Metrik beschrieben. Ferner werden zwei stationäre Beobachter {\displaystyle b=1,2} bei den Radien {\displaystyle r_{S}<r_{1}<r_{2}} betrachtet, die durch eine radiale, lichtartige Weltlinie verbunden sind.
Weil keine Bewegung in raumartiger Richtung vorliegt, ergeben sich die Vierergeschwindigkeiten wie folgt aus dem Linienelement
{\displaystyle \mathrm {d} s_{b}^{2}=c^{2}\,\mathrm {d} \tau _{b}^{2}=f(r_{b})\,c^{2}\,\mathrm {d} t_{b}^{2}}
mit {\displaystyle f(r)=\left(1-{\frac {r_{S}}{r}}\right)}. Es gilt also
{\displaystyle u^{\mu }(r_{b})=\left({\frac {c\ \mathrm {d} t_{b}}{\mathrm {d} \tau _{b}}},0,0,0\right)={\frac {1}{\sqrt {f(r_{b})}}}(c,0,0,0)}.
Aufgrund der lichtartigen Vierergeschwindigkeit des Photons folgt aus dem Linienelement und der zugehörigen Geodätengleichung
{\displaystyle \mathrm {d} s^{2}=0=f(r)\,c^{2}\,\mathrm {d} t^{2}-{\frac {1}{f(r)}}\,\mathrm {d} r^{2}}
der aus- bzw. einlaufende Viererimpuls zu
{\displaystyle p^{\mu }=F\left({\frac {1}{f(r)}},\pm {\hat {e}}_{r}\right)}.
Mit Hilfe der Geodätengleichungen kann gezeigt werden, dass der aus der Anfangsbedingung des Paralleltransports stammende Faktor {\displaystyle F} eine Konstante ist. Damit ist
{\displaystyle E_{u}(p)=\langle u_{b},p\rangle _{g}={\frac {cF}{\sqrt {f(r)}}}}
und es folgt das oben angegebene Endergebnis:
{\displaystyle 1+z_{12}={\sqrt {\frac {f(r_{2})}{f(r_{1})}}}}

#### Kombinierte gravitative Frequenz- und Dopplerverschiebung
Im Pound-Rebka-Experiment wurde die gravitative Frequenzverschiebung indirekt ermittelt. Durch Kombination einer variabel bewegten Quelle 1 für Röntgenstrahlung mit einem fest montierten Absorber 2 wurde die Geschwindigkeit der Quelle so bestimmt, dass keine Frequenzverschiebung auftrat, d. h., dass sich die Effekte der gravitativen Frequenz- und der Dopplerverschiebung gerade kompensierten.
Aus dem Linienelement {\displaystyle \mathrm {d} s^{2}=f\,c^{2}\,\mathrm {d} t_{b}^{2}-f^{-1}\,\mathrm {d} r^{2}} und den Bedingungen {\displaystyle \langle u,u\rangle =c^{2}} und {\displaystyle \langle p,p\rangle =0} sowie der Definition
{\displaystyle w={\frac {f^{-1/2}\,{\mathrm {d} r}}{\mathrm {d} \tau }}}
folgt die Energie zu
{\displaystyle E_{u(w)}(p)=\langle u(w),p\rangle _{g}=\left({\sqrt {1+w^{2}}}-w\right)\,{\sqrt {f}}\,c\ p^{0}}.
{\displaystyle w} entspricht dabei der Geschwindigkeit, gemessen durch einen stationären Beobachter am Ort des bewegten Objektes. Für den vorliegenden Fall gilt {\displaystyle w^{2}\simeq 0}; dies entspricht Rotverschiebungen {\displaystyle z\ll 1}.
Die gewünschte Messgröße ist die rein gravitative Frequenzverschiebung {\displaystyle 1+z_{12}^{\text{grav.}}={\frac {E_{1,w=0}}{E_{2,w=0}}}} für verschwindende Geschwindigkeit {\displaystyle w=0} (vgl. voriger Abschnitt).
Die tatsächliche Messgröße ist jedoch die Geschwindigkeit {\displaystyle w} der Quelle, bei der {\displaystyle E_{1,w}=E_{2,w=0}} gilt, d. h., bei der gerade keine Verschiebung auftritt. Aus dieser Bedingung folgt
{\displaystyle (1-w)\,{\sqrt {f(r_{1})}}\,p_{1}^{0}={\sqrt {f(r_{2})}}\,p_{2}^{0}},
wobei {\displaystyle p_{1,2}^{0}} wieder für die Größen am Ort des jeweiligen Beobachters {\displaystyle b=1,2} stehen. Zuletzt erhält man die indirekt gemessene gravitative Rotverschiebung
{\displaystyle 1+z_{12}^{\text{grav.}}(w)={\frac {1}{1-w}}}.

#### Kosmologische Rotverschiebung
Bei diesem Spezialfall wird die Friedmann-Lemaître-Robertson-Walker-Metrik verwendet. Die Rechnung ist für einen beliebigen Krümmungsparameter {\displaystyle k} gültig und enthält damit auch das Standardmodell der Kosmologie, wo {\displaystyle k=0} gilt. Das Linienelement lautet:
{\displaystyle \mathrm {d} s^{2}=c^{2}\,\mathrm {d} t^{2}-a^{2}(t)\left(\mathrm {d} {\bar {r}}^{2}+f({\bar {r}})^{2}\,\mathrm {d} \Omega ^{2}\right)}
Wie bereits oben erwähnt, werden stationäre Beobachter in diesem Fall durch konstante raumartige Koordinatenwerte beschrieben. Beide Beobachter sollen wie im vorigen Abschnitt durch den Index {\displaystyle b=1,2} gekennzeichnet werden. Beide Beobachter werden dann wie bei den anderen Spezialfällen durch eine lichtartige Weltlinie verbunden. Bei der Bewegung dieses Lichtsignales braucht in den nachfolgenden Rechnungen aus Symmetriegründen nur die radiale Koordinate {\displaystyle {\bar {r}}} berücksichtigt zu werden. Weil bei den beiden Beobachtern überhaupt keine Bewegung in raumartiger Richtung vorliegt, ergeben sich die Vierergeschwindigkeiten wie folgt aus dem Linienelement:
{\displaystyle \mathrm {d} s_{b}^{2}=c^{2}\,\mathrm {d} \tau _{b}^{2}=c^{2}\,\mathrm {d} t^{2}}
Daraus ergibt sich
{\displaystyle u_{b}^{\mu }=\left({\frac {c\ \mathrm {d} t_{b}}{\mathrm {d} \tau _{b}}},0\right)=(c,0)}.
Aufgrund der lichtartigen Vierergeschwindigkeit des Photons folgt aus dem Linienelement
{\displaystyle \mathrm {d} s^{2}=0=c^{2}\,\mathrm {d} t^{2}-a^{2}(t)\,\mathrm {d} {\bar {r}}^{2}}
der Paralleltransport für die 0-Komponente des Photonimpulses, hier ausgedrückt in der Koordinate {\displaystyle t}, zu
{\displaystyle {\frac {\mathrm {d} }{\mathrm {d} t}}p^{0}+A(t)\,p^{0}=0}.
Dabei ist {\displaystyle A(t)={\frac {\mathrm {d} }{\mathrm {d} t}}\ln a(t)={\frac {{\dot {a}}(t)}{a(t)}}}. Aufgrund der besonderen Symmetrie der Metrik kann in diesem Fall der Propagator für die Parallelverschiebung besonders einfach berechnet werden. Es gilt
{\displaystyle P(\lambda ,\lambda _{0})={\mathcal {P}}\exp \left(-\int _{\lambda _{0}}^{\lambda }A(t)\,\mathrm {d} t\right)=\exp \left(-\int _{\lambda _{0}}^{\lambda }A\,\mathrm {d} t\right)={\frac {1}{a}}}.
Aus der Anfangsbedingung ergibt sich erneut eine Konstante {\displaystyle F}
{\displaystyle p^{0}(t)={\frac {F}{a(t)}}}
und der Viererimpuls des Photons zu
{\displaystyle p^{\mu }=F\,\left({\frac {1}{a(t)}},{\frac {1}{a^{2}(t)}}{\hat {e}}_{\bar {r}}\right)}.
Damit gilt:
{\displaystyle E_{u}(p)=\langle u_{b},p\rangle _{g}={\frac {cF}{a(t)}}}
und es folgt wie oben der gesuchte Zusammenhang zwischen der gemessenen Rotverschiebung und dem Wert des Skalenfaktors:
{\displaystyle 1+z_{12}={\frac {a(t_{2})}{a(t_{1})}}}

#### Kombinierte kosmologische Rotverschiebung mit Pekuliargeschwindigkeit
Wird an einem astronomischen Objekt, das zusätzlich eine Pekuliargeschwindigkeit besitzt, eine Rotverschiebung gemessen, ergibt sich mit den Abkürzungen
{\displaystyle v=a(t)\left({\frac {\mathrm {d} {\bar {r}}}{\mathrm {d} t}}\right),\quad \gamma =\left(1-{\frac {v^{2}}{c^{2}}}\right)^{-1/2}}
die Vierergeschwindigkeit des emittierenden Objektes zu
{\displaystyle u_{1}^{\mu }=\gamma \left(c,{\frac {v}{a(t_{1})}}{\hat {e}}_{\bar {r}}\right)}
und
{\displaystyle E_{u}(p)=\langle u_{1},p\rangle _{g}=\gamma {\frac {F}{a(t)}}(c-v)}.
Analog wie oben folgt dann:
{\displaystyle 1+z_{12}={\frac {a(t_{2})}{a(t_{1})}}{\sqrt {\frac {1+\beta }{1-\beta }}}}
Das Vorzeichen der Pekuliargeschwindigkeit wurde dabei so gewählt, dass eine positive Pekuliargeschwindigkeit zu einer Erhöhung der Rotverschiebung führt.

### Zusammenfassung
Alle gezeigten Spezialfälle sowie Kombinationen davon folgen aus einem gemeinsamen geometrischen Konzept. Die Erklärung der Effekte bedient sich dabei ausschließlich mathematischer Größen aus der allgemeinen Relativitätstheorie sowie lokaler Messgrößen, hier Energien und Geschwindigkeiten. Anschauliche Interpretationen wie „Dehnung der Wellenlänge“, „Expansion des Raumes“ usw. können für ein anschauliches Verständnis sinnvoll sein, sind jedoch nicht zwingend notwendig.